# Mont Patas
Le mont Patas, en indonésien Gunung Patas, est un volcan d'Indonésie situé dans l'ouest de l'île de Bali, près du parc national de Bali occidental, culminant à 1 390 mètres d'altitude. Sa dernière éruption remonterait au Pléistocène.